# Baba Balak Singh
Pour les articles homonymes, voir Singh.
Baba Balak Singh est un sikh qui a conduit à la création du mouvement namdhari, un courant radical du sikhisme considéré presque comme une secte actuellement. Il est né en 1785 ou 1797 dans un village dénommé Chhoi dans le district d'Attock, lieu qui se situe dans le Pakistan actuel. À son époque il était réformateur voulant essayer de revenir à une religion moins corrompue. Ses disciples s'appuyaient sur la prière en récitant le nom de Dieu, nam simran, et la méditation dénommée abhyasi (en); réfléchir sur la Réalité transcendantale était important; des chapelets étaient utilisés; Baba Balak Singh conseillait des ablutions au moins trois fois par jour.
Les cérémonies du mariage devaient être sobres, la viande et les boissons alcoolisées étaient interdites; la mendicité aussi. La nourriture mangée devait être préparée par des sikhs. Travailler honnêtement et dire la vérité sans cesse étaient les valeurs de mise. Baba Balak Singh a désigné comme successeur Baba Ram Singh (en). Il décéda en 1862 à Hazro.